# Самоорганизующаяся система
Самоорганизующаяся система — кибернетическая (или динамическая) адаптивная система, в которой запоминание информации (накопление опыта) выражается в изменении структуры системы.
Примером является несколько автоколебательных излучателей электромагнитных волн (например, переменных магнитных диполей), предоставленных действию только внутренних электромагнитных сил. Два магнитных диполя, будучи параллельными, синфазными и расположенными вплотную друг к другу, взаимно отталкиваются до расстояния, чуть меньшего длины волны их излучений и удерживаются на этом расстоянии электромагнитными силами. При малом изменении расстояния и при отклонении от параллельности возникают силы, возвращающие их в прежнее устойчивое положение. При наличии небольших постоянных магнитных полей взаимного притяжения автоколебательные источники самопроизвольно входят в синхронизм. К двум диполям можно добавить третий, четвертый и т. д., и получить упругую систему, самоорганизующуюся в пространстве и по фазам колебаний (то есть во времени) по всем степеням свободы.
Система является первичной моделью твёрдого (упругого) тела в рамках теории Фарадея-Максвелла.